# Барченко, Александр Васильевич
Александр Васильевич Ба́рченко (1881, Елец — 25 апреля 1938, Москва) — советский оккультист, писатель, исследователь телепатии, гипнотизёр. Проводил исследовательские работы в рамках особого спецотдела ОГПУ. После обвинения в контрреволюционной деятельности и шпионаже был расстрелян, реабилитирован в 1956 году.

## Биография
Его отец, Василий Ксенофонтович Барченко (1854—1917) — присяжный поверенный Елецкого окружного суда, действительный статский советник, владелец нотариальной конторы, общественный деятель и меценат, мать, Ольга Семеновна (урожд. Струкова; 1863—?), учительница, происходила из духовного сословия. По данным краеведов Ельца, Александр Барченко — не родной сын Василия Ксенофонтовича, а был усыновлен им уже в подростковом возрасте. 
По словам Барченко, он уже с юношеского возраста отличался «склонностью к мистике и ко всему таинственному». В 1898 году он окончил восьмилетнюю гимназию в Ельце, а затем проучился три года во Второй Санкт-Петербургской гимназии, которую окончил весной 1901 года. В том же году он поступил в Военно-медицинскую академию, затем перевелся на медицинский факультет Казанского университета, где слушал лекции два года (в 1902–1904 гг.), а оттуда в Юрьевский (Дерптском) университет, где учился до 1905 года и был вынужден прекратить учебу «за неимением средств». В этот же период Барченко женился в первый раз, у супругов родился сын Василий. Брак вскоре распался, и жена с сыном уехали в Москву . 
В Юрьевском университете он познакомился с профессором кафедры римского права А.С.Кривцовым, который слыл большим знатоком тайных учений и сыграл важную роль в духовном становлении Барченко. 

### Путешествия и литературная деятельность
В 1905—1909 годах А. В. Барченко в поисках своего призвания и с целью заработка объехал «в качестве туриста, рабочего и матроса», по его словам, «большую часть России и некоторые места за границей», в том числе побывал в Индии. В этот же период происходит увлечение Барченко эзотеризмом.
В 1909—1911 годах занимался «рукогаданием», давал частные консультации в Боровичах Новгородской губернии (с разрешения местной полиции).
С 1911 года под псевдонимами А. Нарвский, А. Елецкий писал научно-популярные статьи и репортажи для журналов «Мир приключений», «Жизнь для всех», «Русский паломник», «Природа и люди», «Исторический журнал». В 1913 году опубликовал роман «Доктор Чёрный», год спустя — роман «Из мрака» (переиздан в 1991) и сборник рассказов «Волны жизни» (с собственными иллюстрациями).
После начала Первой мировой войны Барченко был призван в действующую армию, но в 1915 году после тяжелого ранения вернулся в Петроград. Его «военные рассказы» публикуются в журнале «Мир приключений». В 1917 году он также опубликовал большую приключенческую повесть «Океан-кормилец» (из жизни мурманских промышленников), написанную после возвращения с фронта. Это произведение вышло отдельной книгой как бесплатное приложение к журналу для детей школьного возраста «Всходы»

### Исследовательская деятельность
Осенью 1918 года Барченко поступил на естественно-географический факультет только что открывшихся в Петрограде одногодичных Высших педагогических курсов, которые закончил весной 1920 года. В том же, 1918 году, Барченко познакомился с астрономом Александром Александровичем Кондиайном (Кондиайни; 1889–1937), который стал его верным помощником и другом. Кондиайн активно сотрудничал с Русским Обществом Любителей Мироведения (РОЛМ), и в январе 1920 года Барченко прочитал в Обществе научный доклад об Атлантиде, а в апреле того же года выступил с докладом «Антропогения мистических теорий».
В 1921 году Барченко приглашают работать в Институт Бехтерева. 
С августа по ноябрь 1922 года Барченко руководил этнографической экспедицией в центр Кольского полуострова, в район Ловозера и Сейдозера, где проживали саамы (так называемая «Русская Лапландия»). Одной из целей этой экспедиции было изучение распространённого у саамов и иных народов Крайнего Севера явления «меряченья», подобного массовому гипнозу; также в ходе экспедиции Барченко заявил об обнаружении неких старинных каменных памятников, якобы присущих цивилизации саамов. Результаты экспедиции были представлены А.А. Кондиайном в докладе «В стране сказок и колдунов» от 29 ноября 1922 года в Петрограде на заседании географической секции общества «Мироведение», и в статье Барченко в «Красной газете» от 19 февраля 1923 года, а после отчётного выступления в Институте мозга о проведённых исследованиях решением Главнауки от 27 октября 1923 года Барченко был принят на работу в качестве учёного-консультанта. Утверждалось, что Барченко якобы нашёл «участок великой Римской дороги» на Кольском полуострове и предоставил его фотоснимок в ГПУ, однако негатив снимка при этом был признан утраченным. Михаил Вечеслов позже настаивал на том, что фотоснимок Барченко является фальшивкой. Летом 1923 года Арнольд Колбановский организовал независимую экспедицию в район Ловозера, по итогам которой заявил, что выводы Барченко не соответствуют действительности.
При этом исследованиями Барченко заинтересовались чекисты, и в 1923 году он начал работать в особом спецотделе ОГПУ, изучающим психологию и парапсихологию, в том числе, психическое воздействие на массовое сознание, под руководством Г. И. Бокия. Барченко разработал метод выявления людей, склонных к криптографическому делу и к дешифровке кодов.

##### Организация эзотерического общества (1923)
В 1923 году Барченко организовал эзотерическое общество «Единое трудовое братство», в который входили А. А. Захаров, жена П. Д. Успенского Софья Григорьевна, Г. И. Бокий, жена Кондиайна Элеонора Максимилиановна, вторая и третья жена самого Барченко. Эта страница его биографии нашла отражение в романе Д. Быкова «Остромов, или Ученик чародея» (2010). 
Со времён учёбы в Юрьевском университете и знакомства с работами Сент-Ив Д’Альвейдра Барченко интересовался Шамбалой как неким очагом древней культуры и науки, существующим в горах Тибета. В рамках спецотдела готовился к экспедиции на поиски Шамбалы для овладения наследством «тайной науки» и для укрепления позиций СССР в Азии, однако экспедиция не состоялась из-за вражды между отделением иностранной разведки и руководством ОГПУ. Согласно одной из версий, Г. В. Чичерин вместо Барченко поддержал Тибетскую экспедицию предположительно связанного с ОГПУ художника Николая Рериха (по мнению авторов, состоящих в рериховском движении, Рерих не был связан с ОГПУ).
Весной 1927 года Барченко отправился в экспедицию в Крым, где предпринял ряд попыток к сближению с представителями различных религиозно-мистических сект, с членами мусульманского дервишского ордена.

### Арест и расстрел

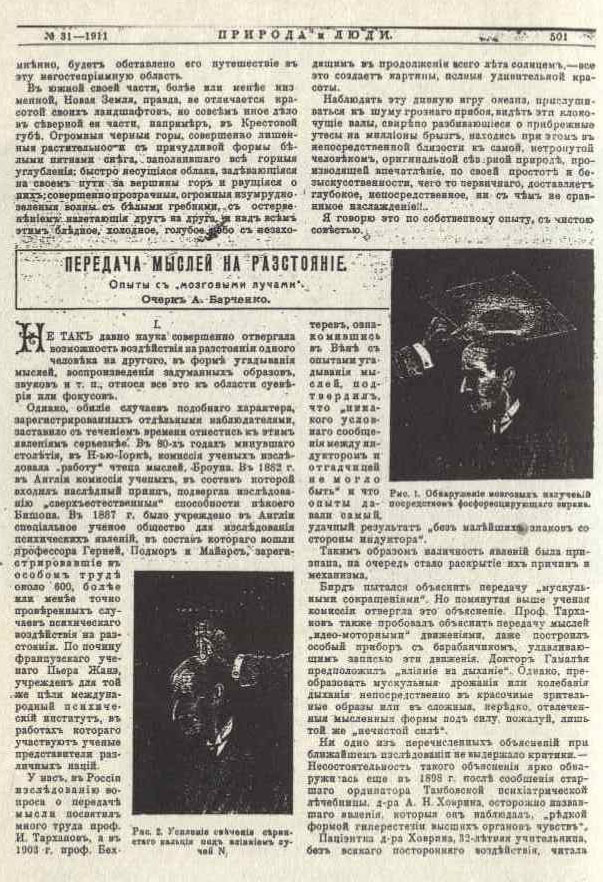
Статья А. В. Барченко «Передача мыслей на расстояние» («Природа и люди», 1911 г.)

Барченко был арестован 22 мая 1937 года по обвинению в создании масонской контрреволюционной террористической организации «Единое трудовое братство» и шпионаже в пользу Англии (пункты 6, 8 и 11 статьи 58 УК РСФСР).
Вместе с Барченко были арестованы многие его коллеги, среди которых были Глеб Бокий и астроном Александр Кондиайн. Согласно Антону Первушину, обвинение в адрес Бокия, Барченко и многих других было сфабриковано НКВД и звучало следующим образом — все они работали на некий религиозно-политический центр «Шамбала-Дюнхор» в Британской Индии, который пытался использовать их для воздействия на высшее советское руководство, чтобы оно проводило выгодную для Великобритании внешнюю политику.
При аресте у Барченко были конфискованы и после вынесения приговора уничтожены все его рукописи, в том числе, и его главный научный труд — «Введение в методику экспериментальных воздействий энергополя», который он готовил к печати.
25 апреля 1938 года Военной Коллегией Верховного Суда СССР Барченко был признан виновным и приговорён к высшей мере наказания — смертной казни через расстрел. Приговор был приведён в исполнение в этот же день. 3 ноября 1956 года Александр Васильевич Барченко был посмертно реабилитирован Военной Коллегией Верховного Суда СССР.

## Семья
- 1-й брак — Александра Андреевна Шубина (1880—?). Второй муж Александры Андреевны, Николай Васильевич Костицын, в прошлом — полковник РИА, также был репрессирован[23].
  - Сын — Василий Александрович Барченко (1904, Юрьев—после 1955), был арестован, отбывал наказание в Норильском лагере; вернулся из лагеря парализованным и вскоре умер[24].
- 2-й брак — Наталия Варфоломеевна Барченко (урожд. Лопач)[25]
- 3-й брак (с 1923) — Ольга Павловна Барченко (1902—25.08.1980) была арестована как ЧСИР и приговорена к 8 годам ИТЛ [26]. В этом браке родились дочь Светлана (род. 1927) и сын Святозар (род.1930).  После ареста родителей они были отправлены в Даниловский детприемник, а затем в специализированный детский дом. Во время Великой Отечественной войны детский дом оказался в зоне оккупации, дети беспризорничали, Светлана была угнана в Германию. Семья встретилась в середине 1960-х годов в Караганде и вернулась в Москву.
  - Сын — Святозар Александрович Барченко (1930, Уфа—2023), писатель, переводчик, редактор. Автор очерка «Время собирать камни» — предисловия к переизданию в 1991 году книги А.В.Барченко «Из мрака».
    - Внук — Александр Святозарович Барченко (род. 1958).

### Исследования
на русском языке
- Шишкин О.А. Исчезнувшая лаборатория. — М.: Огонёк, 1995.
- Андреев А. И. Время Шамбалы: оккультизм, наука и политика в советской России. — 2-е издание. — СПб.: Издательский дом «Нева», 2004. — 384 с. — ISBN 5-7654-3442-8.
- Андреев А. И. Оккультист страны Советов. — М., 2004.
- Брачёв В. С. Тайные общества в СССР. — СПб.: Стомма, 2006. — С. 161—184. — 390 с.
- Гарнага С. Потерянный рай // Совершенно секретно. — 2001. — Т. 40, № 1.
- Кудрявцев Э. Новое об оккультисте Страны Советовh // «Нева». — 2006. — № 12.
- Лукашин А. П. Экстелопедия фэнтези и научной фантастики. Барченко А.
- Тантра для комиссара Бокий, Барченко и дачная коммуна Архивная копия от 26 мая 2017 на Wayback Machine
- Первушин А. И. Оккультный Сталин. — М.: Яуза, 2006. — 365 с. — (Оккультная власть). — ISBN 5-87849-202-4.
- Ал. Алтаев (М. В. Ямщикова). История Глеба Бокия // Псков : журнал. — 2001. — № 14. — С. 205—218.

на других языках
- Shishkin O. A. (1923–1938). The Occultist Aleksandr Barchenko and the Soviet Secret Police // The new age of Russia: Occult and esoteric dimensions / B. Menzel, M. Hagemeister, B. G. Rosenthal, eds.. — München—Berlin: Verlag Otto Sagner, 2012. — P. 81—100. — 448 p. (Доклад Начало оккультного и паранормального проекта ОГПУ: декабрь 1924-го — август 1925 года и его отголосок Архивная копия от 5 марта 2016 на Wayback Machine представленный в 2007 на научной конференции «The Occult in 20th Century Russia: Metaphysical Roots of Soviet Civilization / Оккультизм в России XX века: метафизические корни советской цивилизации» в Harriman Institute)
- Znamenski A. Red Shambhala: Magic, Prophecy, and Geopolitics in the Heart of Asia[англ.]

### Первоисточники
- Барченко А.В. Памятка для членов ЕТБ // В кн.: Шишкин О. Битва за Гималаи. НКВД: Магия и шпионаж. — М., 1999. — С. 307—314.
- Письма А.В.Барченко профессору Г.Цибикову // В кн.: Шишкин О. Битва за Гималаи. НКВД: Магия и шпионаж. — М., 1999. — С. 316—352.
- Протокол допроса А.В.Барченко от 10 июня 1937 года // В кн.: Шишкин О. Битва за Гималаи. НКВД: Магия и шпионаж. — М., 1999. — С. 352—375.